# 仙觉
仙觉（仙覚（／ Sengaku），1203年—不详）是日本鎌倉時代初期天台宗的学问僧。
对《万叶集》做过很多研究，对《万叶集》做过成体系的注释，于日本文永三年（1266年）至文永六年（1269年）间完成了《万叶集注释》（亦称《万叶集抄》、《仙觉抄》等）。另著有《仙觉奏览状》等。